# 橫帶副棘鰍
橫帶副棘鰍（學名：Paracanthocobitis zonalternans），為輻鰭魚綱鯉形目條鰍科副棘鰍屬的其中一種。分布於亞洲印度曼尼普爾邦至馬來半島淡水流域，體長可達7.8公分，棲息在水淺、流動快速、礫石底質的河川底層水域，生活習性不明。

## 扩展阅读
維基物種上的相關：橫帶副棘鰍